# HMS Lamerton (L88)
«Ламертон» (L88) (англ. HMS Lamerton (L88) — військовий корабель, ескортний міноносець типу «Хант» «II» підтипу Королівського військово-морського флоту Великої Британії за часів Другої світової війни.
«Ламертон» закладений 10 квітня 1940 року на верфі компанії Swan Hunter, у Волсенді. 14 грудня 1940 року спущений на воду, а 16 серпня 1941 року увійшов до складу Королівських ВМС Великої Британії.
Ескортний міноносець «Ламертон» взяв активну участь у бойових діях на морі в Другій світовій війні, бився у Північній Атлантиці, біля берегів Франції, Греції, Італії та Югославії, супроводжував арктичні, атлантичні та середземноморські конвої. Підтримував висадку військ в операціях «Смолоскип», «Хаскі» та «Аваланч». Корабель брав участь у затопленні італійського підводного човна «Галілео Ферраріс» та німецького підводного човна U-443.
За проявлену мужність та стійкість у боях бойовий корабель заохочений восьма бойовими відзнаками.
1953 переданий до складу Індійських ВМС, де отримав ім'я «Гоматі» і служив до 1975 року поки не був списаний і згодом розібраний на брухт.

## Історія
25 жовтня 1941 року під час супроводу конвою HG 74 неподалік від Гібралтару виявив італійський підводний човен «Галілео Ферраріс», про що повідомив командування. У результаті ворожа субмарина була атакована літаючим човном PBY-5A «Каталіна». Атакою з повітря та вогнем артилерії «Ламертона» італійський човен був затоплений.
26 грудня 1941 року есмінець «Ламертон» взяв участь у проведенні спеціальної операції британських командос, під кодовою назвою операція «Анкліт» — рейд No. 12 Commando на Лофотенські острови за підтримки 22 кораблів та суден трьох флотів. У той час німецькі військовики переважно святкували наступне свято після Різдва — День подарунків. Протягом двох діб оперативна група флоту та командос утримували низку важливих об'єктів на островах, зокрема вивели з ладу 2 ворожі радіостанції та потопили декілька суден. За результатами рейду Гітлер був певен, що союзники розпочали вторгнення до Норвегії, й віддав наказ утримувати в країні значні сили та засоби.
З 1 травня 1942 року есмінець діяв у супроводі конвою PQ 15, що йшов до Росії під командуванням адмірала Д.Тові. На зворотному шляху «Ламертон» ескортував конвой QP 11.
У травні 1942 року «Ламертон» входив до сил ескорту великого конвою PQ 16, який супроводжував 35 транспортних суден (21 американське, 4 радянські, 8 британських, 1 голландське та одне під панамським прапором) до Мурманська від берегів Ісландії зі стратегічними вантажами і військовою технікою з США, Канади і Великої Британії. Його супроводжували 17 ескортних кораблів союзників, до острова Ведмежий конвой прикривала ескадра з 4 крейсерів і 3 есмінців. З 35 суден конвою 8 було потоплено німецькими субмаринами, торпедоносцями та 2 зазнали пошкоджень.